# It's Now or Never
It's Now or Never är en sång skriven av Wally Gold, Aaron Schroeder och Eduardo di Capua och inspelad av Elvis Presley den 3 april 1960.

## Om sången
Under sin tid i Västtyskland hade Elvis hört "There's No Tomorrow", en sång av Tony Martin, och ville spela in en liknande. Wally Gold, Aaron Shroeder och Eduardo di Capua skrev sången "It's Now or Never" med både Tony Martins låt, men också den kända neapolitanska sången "O sole mio", som förebilder.
Resultatet blev en succé. Sången toppade listorna i många länder, bland annat i USA, Storbritannien och Sverige.
År 2005 toppade den hitlistan i Storbritannien efter en nyutgivning av Presleys inspelning.

## Källhänvisningar
1. ↑  "ELVIS PRESLEY".˝ Officialcharts.com. Läst 31 januari 2015. (engelska)